# Cnephasia amseli
Cnephasia amseli is een vlinder uit de familie bladrollers (Tortricidae). De wetenschappelijke naam is voor het eerst geldig gepubliceerd in 1942 door D. Lucas.
De soort komt voor in Europa.